# Papa Gregorio II
Gregorio II, nato Gregorio Savelli (Roma, 669 – Roma, 11 febbraio 731), della famiglia romana dei Savelli, è stato l'89º papa della Chiesa cattolica, che lo venera come santo, dal 19 maggio 715 fino alla sua morte.

## Biografia
Gregorio, nato nella storica famiglia romana dei Savelli, già arcidiacono e bibliotecario pontificio, successe a papa Costantino, interrompendo la sequenza di papi di origine orientale. Aveva accompagnato il suo predecessore nel viaggio a Costantinopoli per discutere il problema dell'approvazione dei canoni del "Concilio Quinisesto" del 692, e lì aveva condotto i lunghissimi negoziati. La sua elezione viene datata al 19 maggio 715.
Non sono tramandate molte notizie sui primi anni di pontificato. Sembra che uno dei suoi primi atti fu la prosecuzione del progetto già avviato da papa Sisinnio nel 708, di ricostruire e rafforzare le mura di Roma, ma una grave esondazione del Tevere produsse ingenti danni alla città e bloccò ben presto i lavori.
Nel 716 il duca di Baviera Teodone pianificò con Gregorio un progetto riguardante la giurisdizione ecclesiastica di quel paese e la nomina dei vescovi. Fu l'inizio di un vigoroso sforzo missionario in Germania, soprattutto presso i Frisoni, dove il cristianesimo era avversato per principio, essendo la religione ufficiale dei tradizionali nemici Franchi. Dell'impresa si sentì investito il monaco anglosassone Wynfrith (poi ribattezzato Bonifacio), che ottenne presto la fiducia del papa e il 15 maggio 719 ottenne ufficialmente l'incarico di evangelizzatore dei popoli germanici. Svolse il proprio compito con tanto zelo e tanto successo che nel 723 il papa lo nominò vescovo. L'opera di cristianizzazione di Gregorio si esplicò anche presso le chiese d'Inghilterra e Irlanda.
Nel 717 il duca longobardo Romualdo II di Benevento s'impadronì del castello di Cuma, che evidentemente faceva parte dei territori sotto la giurisdizione papale, e Gregorio chiese l'intervento del duca bizantino di Napoli Giovanni per riconquistarlo, pagando poi 70 libbre d'oro come ricompensa per il felice esito dell'operazione.
I rapporti con l'Oriente non furono però altrettanto felici. L'imperatore Leone III Isaurico, salito al trono il 25 marzo 717, nei primi anni di regno fu occupato in una guerra contro gli Arabi e poi in un'opera di riorganizzazione legislativa dell'impero, operazioni che portarono ad un dissesto economico di Costantinopoli, per risanare il quale fu costretto ad un aumento delle imposte su tutto il territorio dell'impero. La Chiesa ne risentì in quanto colpita nelle vaste proprietà fondiarie in Italia, e Gregorio si rifiutò di pagare, affermando che i proventi delle imposte italiane dovessero essere utilizzati per le necessità locali. Ben più grave fu l'ingiunzione da parte di Leone III a tutti i cittadini ebrei dell'impero di convertirsi al cristianesimo, in base al principio secondo cui per la stabilità dello Stato era necessaria un'uniformità di fedi. 
È probabile che Leone fosse sinceramente ispirato da un sentimento religioso che lo spinse a tentare di ricomporre l'unità spirituale dell'impero, ma uno dei maggiori ostacoli alla realizzazione di quel progetto era il fatto che il cristianesimo ammetteva il culto delle immagini, che era escluso per gli ebrei. L'evento che fece precipitare la situazione fu l'ordine, impartito nel 723 dal califfo arabo Yazid, di togliere tutte le immagini sacre dalle chiese cristiane del suo territorio; Leone pensò che adottando una simile iniziativa avrebbe risolto il principale problema della conversione degli ebrei e contemporaneamente migliorato i rapporti con gli Arabi, ma non valutò la portata dei gravi tumulti che una tale decisione provocò presso la popolazione cristiana. 
Il Patriarca di Costantinopoli non lo appoggiò, e Leone si rivolse direttamente al papa (promettendo, forse, di non insistere sul problema delle tasse rimasto insoluto), il quale, anziché assecondare l'editto imperiale, convocò un concilio che confermò la venerazione delle immagini e diffidò l'imperatore dall'emanare disposizioni in materia di fede. Leone minacciò di destituirlo, ma il papa, con una serie di lettere inviate a tutte le diocesi d'Italia provocò una tale sollevazione di tutto il popolo e il clero dei territori bizantini d'Italia contro l'imperatore, che questi fu costretto a ricorrere alla violenza: incaricò il nuovo esarca Eutichio, di ordire un piano per assassinare 
il pontefice. Eutichio sbarcò a Napoli nel 727; da lì avviò contatti con funzionari imperiali presenti a Roma, ma il complotto fu scoperto e i congiurati uccisi o costretti a riparare in convento per salvarsi. Allorché lo stesso esarca puntò direttamente a Roma, al ponte Salario fu bloccato e costretto alla ritirata dalle truppe longobarde del ducato di Spoleto e della Tuscia. 
Tutta l'Italia si sollevò contro i bizantini che vennero cacciati e sostituiti da funzionari locali. Gregorio però non approfittò della situazione: l'eliminazione completa del potere imperiale in Italia, e magari la scomunica di Leone III per eresia avrebbe prodotto uno squilibrio di forze di cui si sarebbero avvantaggiati i Longobardi, che la Chiesa non vedeva di buon occhio; poteva essere sufficiente un segnale di forza da parte del papato e di insofferenza da parte delle popolazioni italiche. Ma soprattutto veniva ribadita con forza la posizione del papa come capo indiscusso della cristianità occidentale, e non solo spirituale. Un capo che, in una lettera, poteva ormai permettersi di minacciare l'imperatore: «... la tua rabbiosa violenza nulla può contro Roma… L'Europa intera venera il santo principe degli apostoli [San Pietro]; se tu manderai a distruggere la sua immagine, noi ci dichiariamo fin d'ora innocenti del sangue che sarà versato e dichiariamo che esso ricadrà interamente sul tuo capo».
Chi invece tentò di approfittare della situazione fu, come Gregorio aveva previsto, il re longobardo Liutprando, che nel 728 si alleò con l'esarca Eutichio e discese verso Roma, avendo facilmente ragione dei duchi di Benevento e di Spoleto che erano accorsi in difesa del papa. Trovandosi scoperto, Gregorio non se la sentì di usare anche con Liutprando le maniere forti, e preferì seguire l'esempio di papa Leone I con Attila: si recò dal re longobardo e riuscì a convincerlo a deporre ai suoi piedi la spada e la corona e a chiedere il perdono per sé e la revoca della scomunica per l'esarca, cedendo inoltre alcuni territori e castelli del Ducato romano in quella che è conosciuta come Donazione di Sutri.
Passata la fase più acuta della crisi, Gregorio si adoperò per ammorbidire i contrasti con l'imperatore, e mentre l'esarca ristabiliva il potere imperiale anche a Roma; nel 730 Gregorio s'impegnò in prima persona nel denunciare e sventare un tentativo di usurpazione del trono bizantino da parte di un duca della Tuscia; per il momento era necessario e opportuno mantenere in Italia il potere statale di Costantinopoli, anche a garanzia della sopravvivenza del papato.
Gregorio morì l'11 febbraio del 731, e fu sepolto in San Pietro.

## Culto
Papa Gregorio II è venerato come santo dalla Chiesa cattolica e dalle Chiese ortodosse, e la sua memoria liturgica cade l'11 febbraio.
Il martirologio romano così lo ricorda:
« 11 febbraio - A Roma presso san Pietro, deposizione di san Gregorio II, papa, che, nei tempi funesti dell'imperatore Leone l'Isaurico, difese la Chiesa e il culto delle sacre immagini e inviò san Bonifacio in Germania a predicare il Vangelo. »

## Successione apostolica
La successione apostolica è:
- Arcivescovo Bonifacio di Magonza (723)